# Albert Bouvet

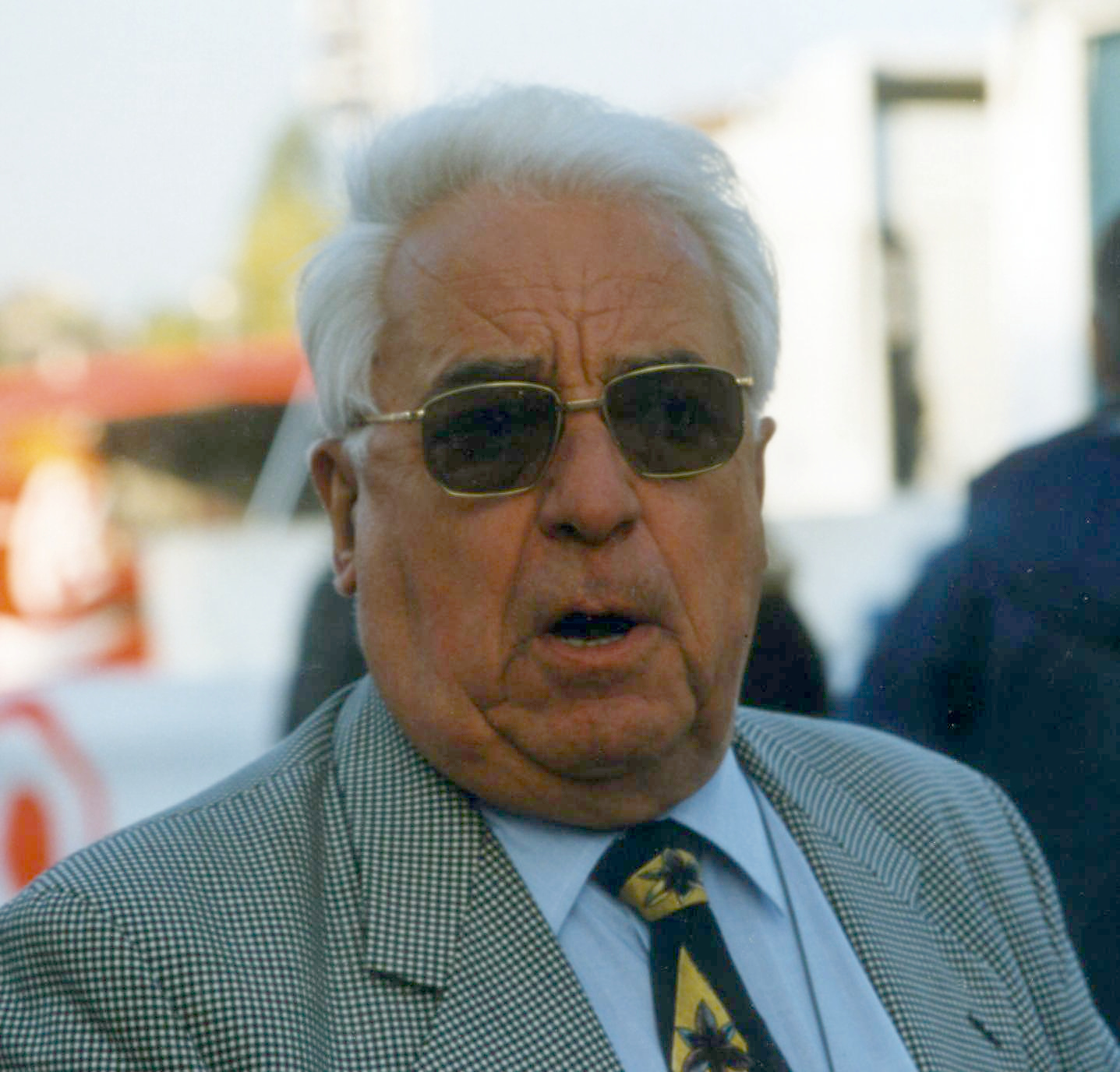
Albert Bouvet (1998)

Albert Theophile Louis Auguste Bouvet (* 28. Februar 1930 in Mellé; † 20. Mai 2017) war ein französischer Radrennfahrer und späterer Rennorganisator.
Bis in den Herbst 1953 war er Amateur, nach seinem Sieg im Einzelzeitfahren um den Grand Prix de France wurde er 1953 Berufsfahrer. Albert Bouvet war ein Allrounder auf Straße und Bahn. 1954 gewann er das Einzelzeitfahren Manche–Océan. Er gewann zahlreiche kleinere Radrennen; sein größter Erfolg auf der Straße war sein Sieg beim Klassiker Paris–Tours 1956. Viermal wurde er französischer Meister in der Einerverfolgung. 1957 und 1959 wurde er Vize-Weltmeister in dieser Disziplin.
Fünfmal startete Bouvet bei der Tour de France, dreimal gab er auf, 1954 wurde er 63. und 1957 50.
Seit 1968 gehörte Albert Bouvet zu den Organisatoren von Paris–Roubaix.